# 토요타 플라츠
토요타 플라츠는 일본의 자동차 제조사인 토요타 자동차에서 1999년부터 2005년까지 판매한 소형차이다.

## 상세

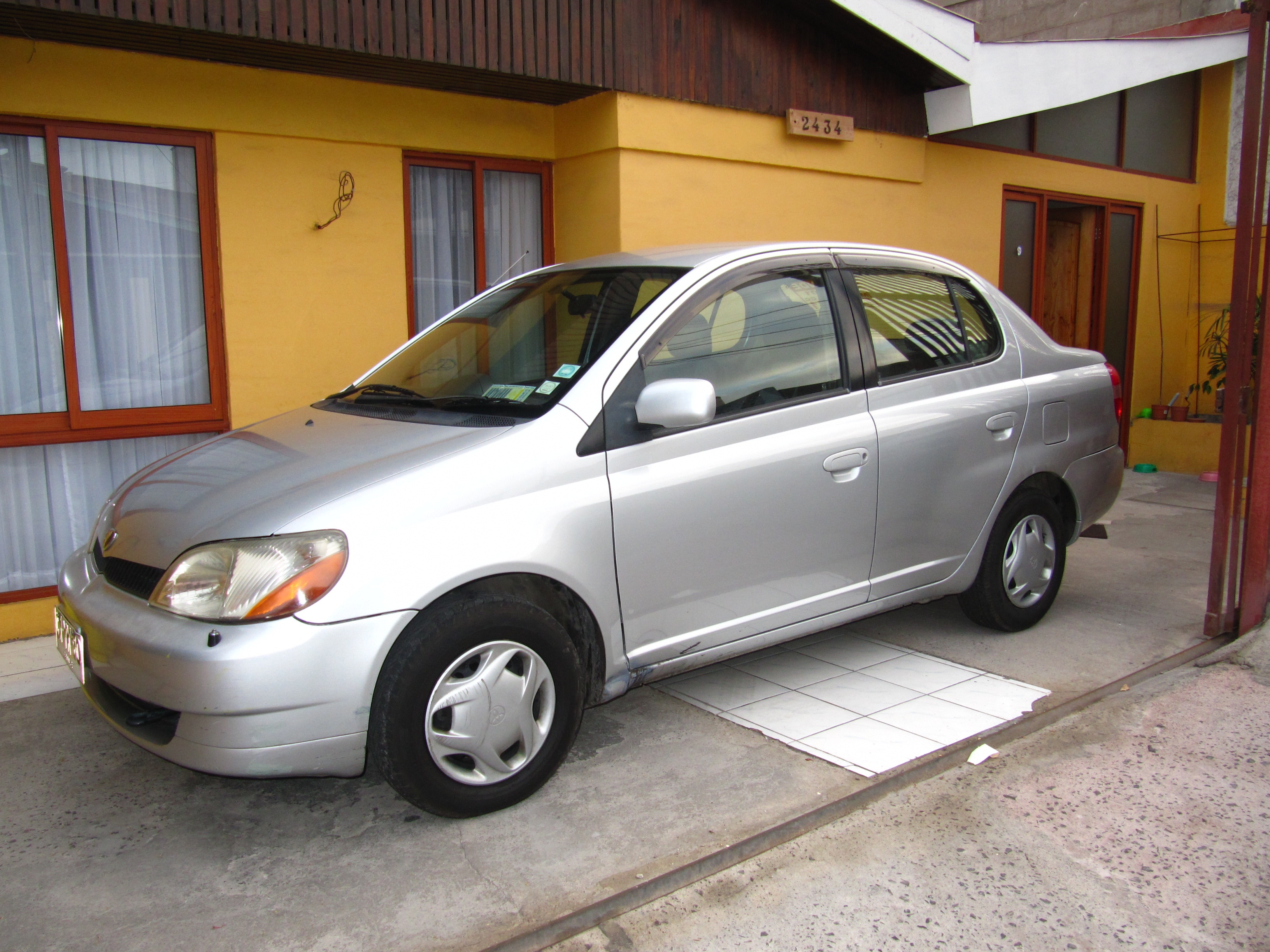
플라츠 전기형 정측면

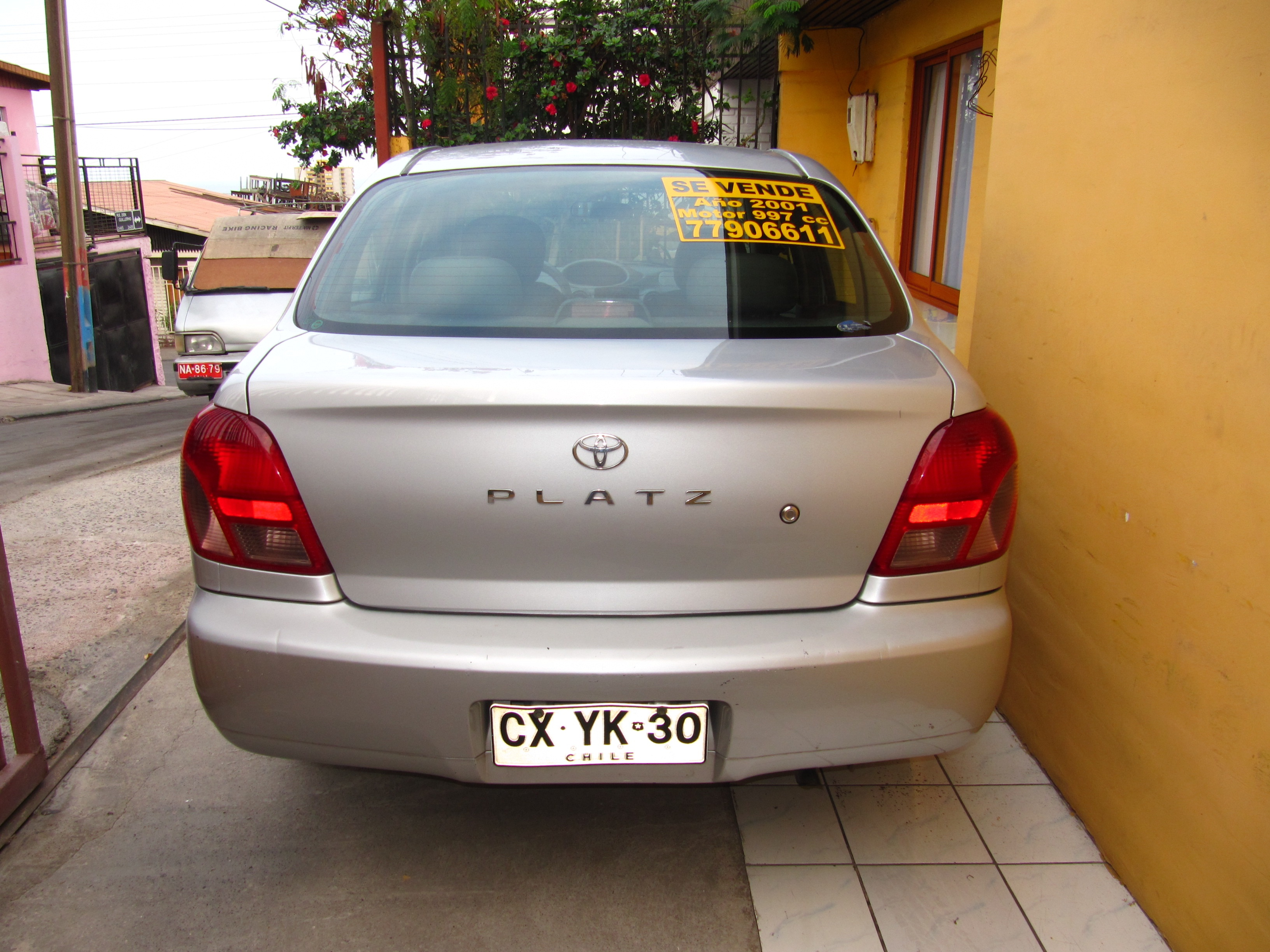
플라츠 전기형 후측면

1999년 8월 30일에 터셀/코르사의 후속 차종으로 출시되었으며, 넷츠점에서 판매되었던 스프린터의 자리도 일부 대체한다. 비츠를 기반으로 개발되었으며, 섀시와 대시보드 디자인, 프런트 패널을 공유한다. 북아메리카에서는 토요타 에코로 출시되었으며, 파세오(내수용 명칭은 사이너스)를 대체하는 2도어 쿠페 모델도 제공되었다. 동유럽, 오세아니아 등의 일부 시장에서는 야리스 세단으로 판매되었다. 가격 상승을 최대한 억제한 덕분에, 법인용 차량이나 경찰차로서의 수요도 있었다. 그리고 제20회 1999-2000 일본 카 오브 더 이어를 비츠, 펀 카고와 함께 수상하기도 하였다. 2002년 8월 30일에는 일부 디자인과 사양을 변경하였고, 2004년 4월 1일에는 넷츠점에서의 판매를 종료하면서 토요펫 독점 판매 차량이 되었다. 2005년 11월 28일에 후속 차종인 벨타에게 자리를 넘겨주고 단종되었다. 한편 넷츠점에서는 플라츠의 판매 종료 이후 한동안 5넘버 세단이 판매되지 않았으나, 2021년에 토요타의 전 차종이 모든 대리점에서 판매됨에 따라 코롤라 악시오가 플라츠의 자리를 사실상 대체했다. 중국에서는 FAW를 통해 샤리 2000으로 2000년부터 판매되었으며, 이후 야쿠라는 명칭으로 변경되었다. 그리고 2004년부터 2012년까지 벨라라는 명칭으로 판매되었다.

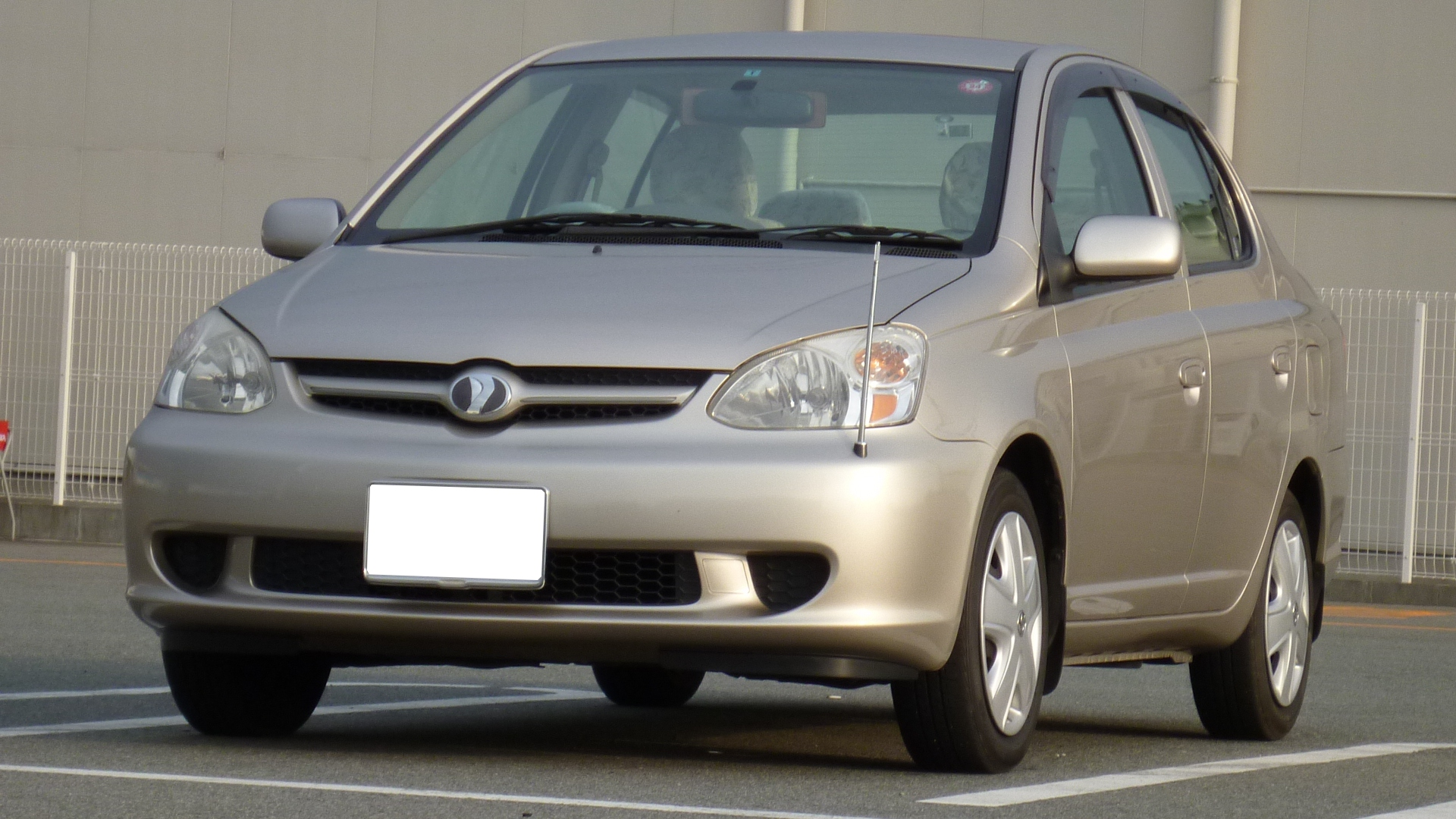
플라츠 후기형 정측면
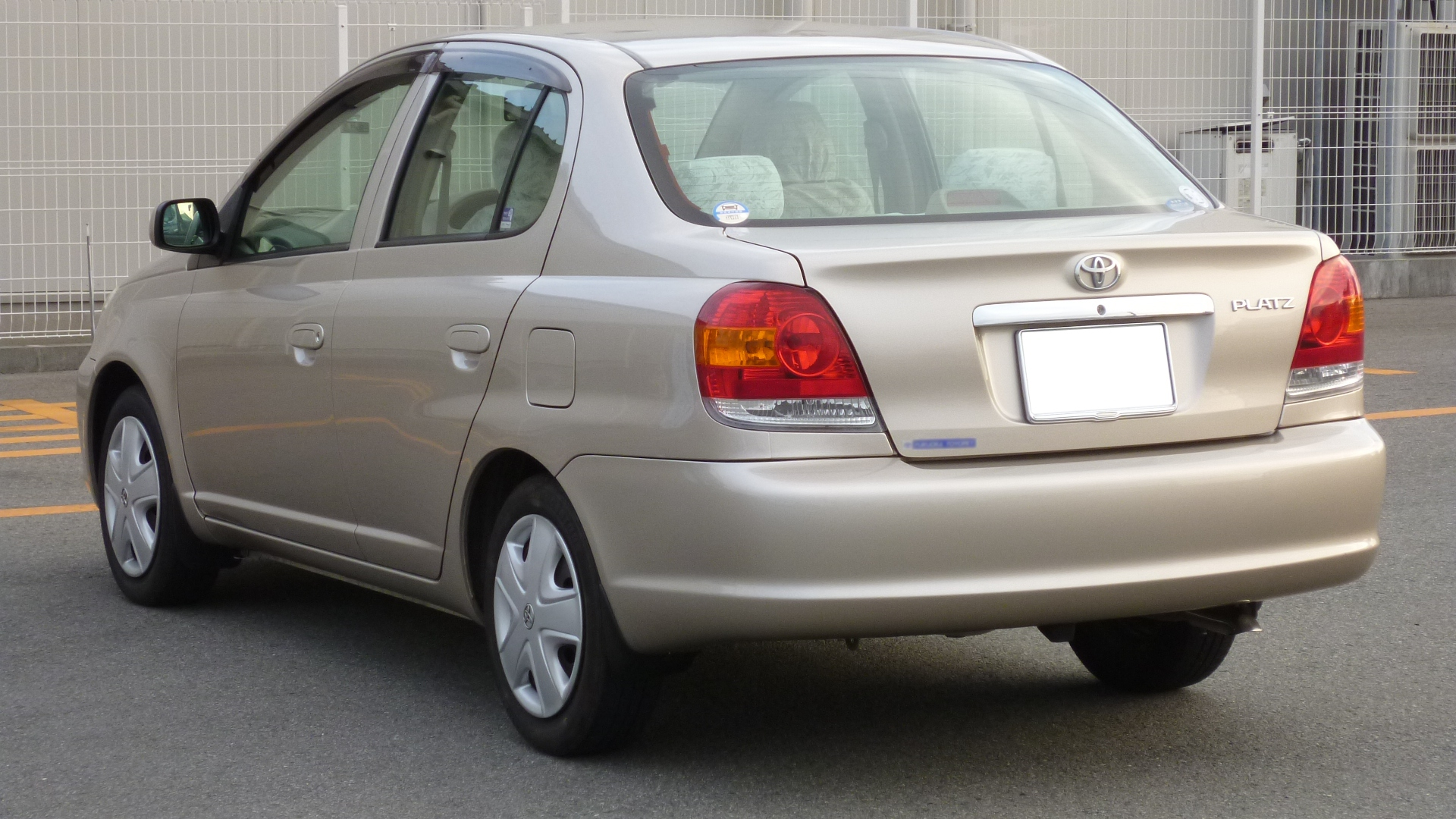
플라츠 후기형 후측면
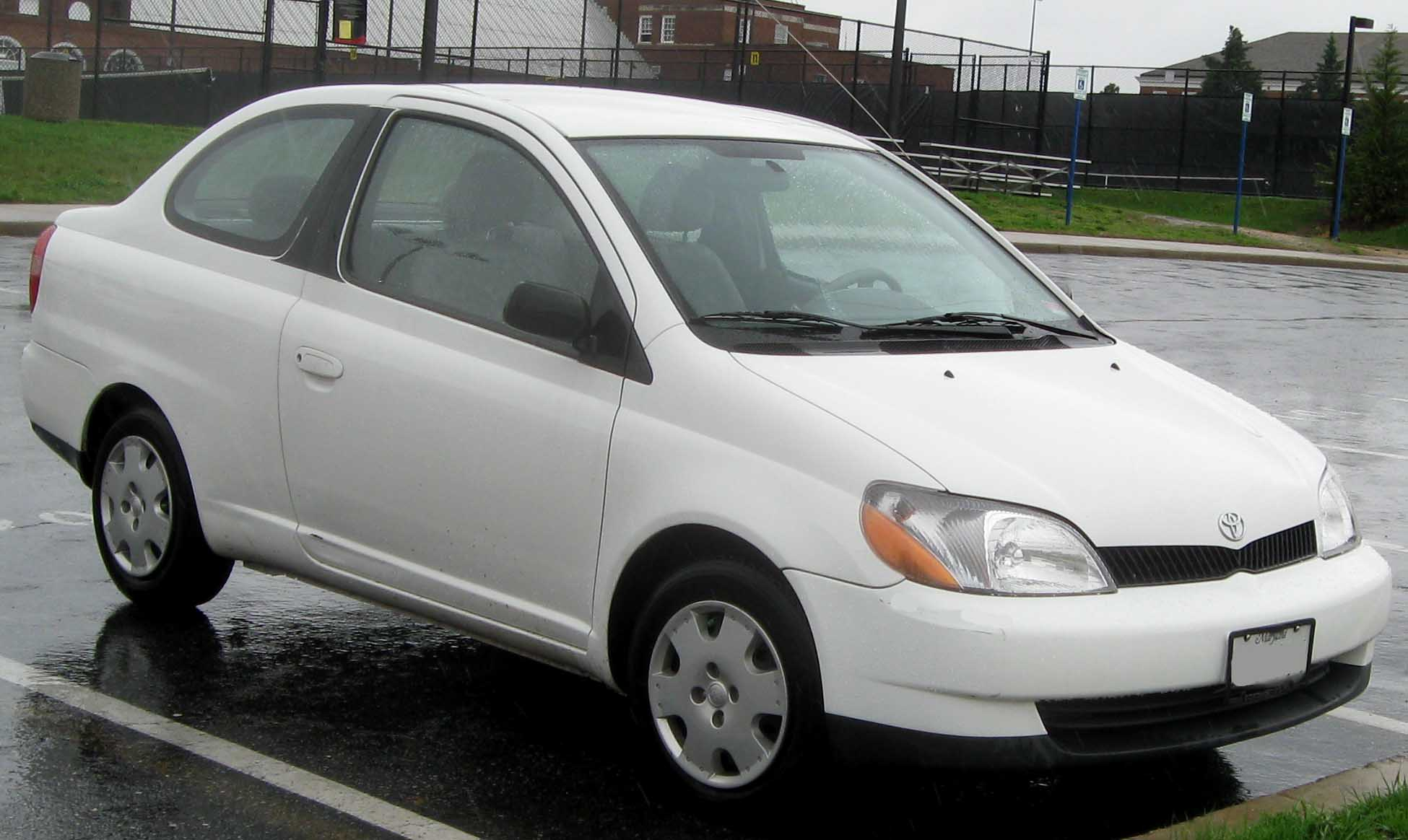
에코 쿠페 전기형
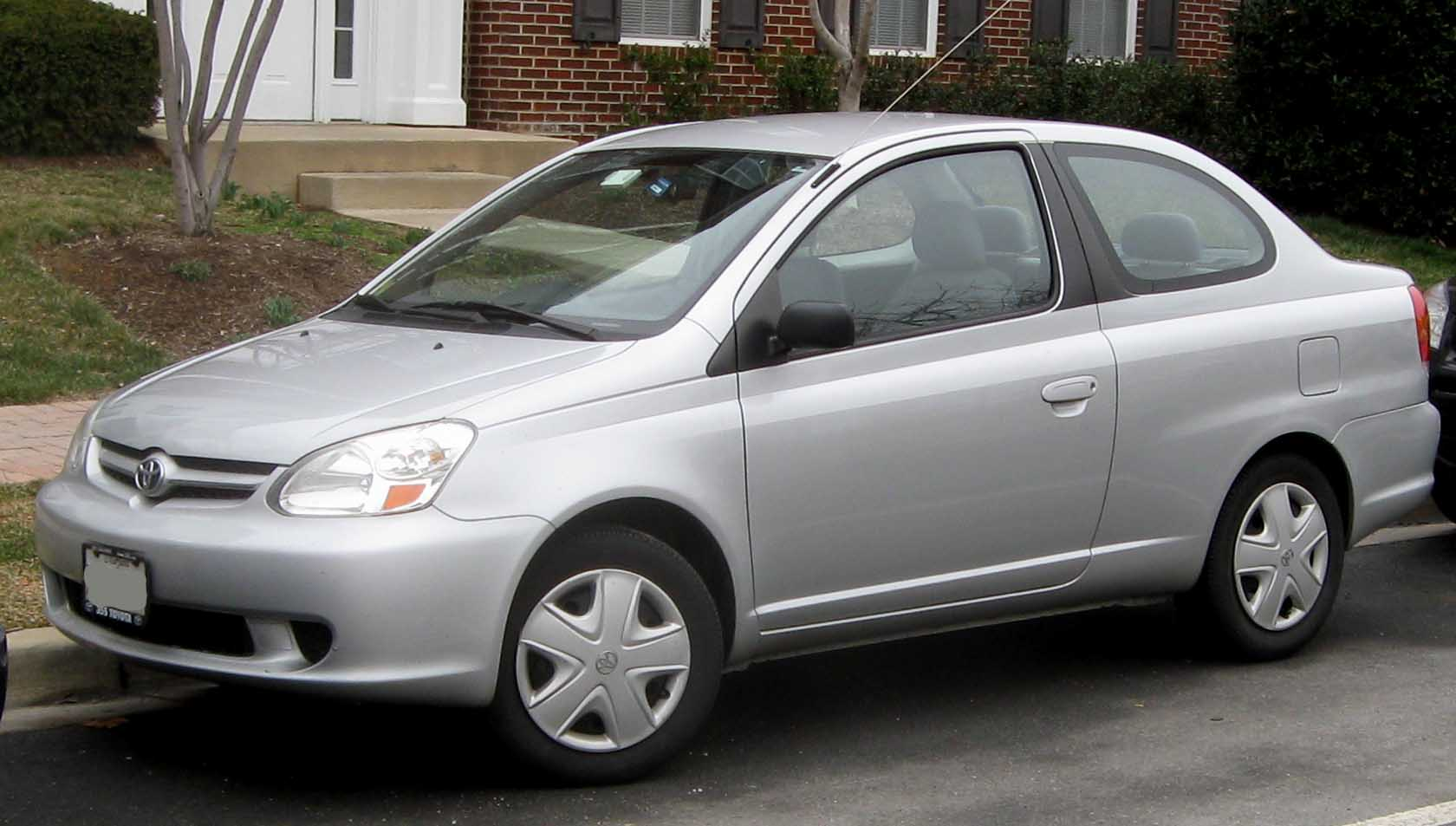
에코 쿠페 후기형